# Josef Maderner
Josef Maderner (* 26. September 1915 in Wien; † 17. April 1984 in Klagenfurt am Wörthersee) war ein österreichischer Politiker (SPÖ) und Universitätslektor. Er war von 1974 bis 1981 Abgeordneter zum Nationalrat.

## Leben
Maderner besuchte nach der Volksschule ein Gymnasium und war zunächst beruflich als Metallarbeiter und Nachtwächter tätig. Er studierte an der Universität Wien und erwarb in Wien die akademischen Grade Mag. phil. und Dr. phil. 1969 promovierte er zudem an der Universität Graz zum Dr. rer. pol. Maderner war als Hauslehrer, wissenschaftlicher Assistent und Mittelschulprofessor tätig, bevor er zum Direktor der Handelsakademie Klagenfurt aufstieg. Zudem war er Landesschulinspektor und  Universitätslektor und wurde 1970 zum Hofrat ernannt. Weiters war Maderner zwischen 1973 und 1975 mit der Leitung der neugegründeten Bundeshandelsakademie und Bundeshandelsschule Völkermarkt, zunächst geführt als dislozierte Klassen der Handelsakademie Klagenfurt, betraut.
Maderner wirkte als Landesbildungsobmann des ÖGB Kärnten.

## Politik
Maderner vertrat die SPÖ vom 5. Juli 1974 bis zum 10. April 1981 im Nationalrat.